# Microworld
Microworld ist ein strategisches Brettspiel für zwei Personen aus dem Jahr 2016 von Martino Chiacchiera. Es handelt sich um ein so genanntes Area-Control-Spiel, bei dem jeder der beiden Spieler mit Hilfe seiner Marker auf einem Spielfeld durch das Besetzen von Feldern möglichst viele Punkte bekommen muss. Thematisch wird der Kampf von Antikörpern und Viren um verschiedene menschliche Gewebe nachgespielt.

## Thema und Ausstattung
Bei dem Spiel handelt es sich um ein strategisches Area-Control-Spiel, bei dem jeder Spieler versucht, durch das Platzieren seiner Spielmarker möglich viele Punkte zu bekommen. Die Spieler übernehmen dabei die Rolle von Antikörpern oder Viren, mit denen sie die Vorherrschaft in verschiedenen menschlichen Geweben (Muskel-, Knochen-, Nerven- und Schleimhautgeweben) übernehmen wollen.
Das Spielmaterial besteht aus:
- einem variablen kreisförmigen Spielfeld aus vier doppelseitig bedruckten Viertelkreisen,
- einer vierteiligen kreisförmigen Punkteleiste, die als Rahmen um das Spielfeld gelegt wird,
- jeweils 14 Virus- und Antikörpermarker (gelbe und violette Marker),
- jeweils ein Wertungsmarker pro Spieler,
- neun Genmarker,
- ein Genpfeil,
- eine Genmarker-Übersicht,
- eine Regelübersicht, in die acht Zusatzregelplättchen eingefügt werden können.

Für die verschiedenen Szenarien sind daneben acht Zusatzregelplättchen, vier Zielplättchen, sechs Mutationsplättchen, fünf Mutationsmarker und ein Szenarienblatt enthalten.

## Spielweise
Zu Beginn des Spiels wird der Spielplan aus dem Rahmen der Punkteleiste und den vier Spielplanteilen zusammengelegt, danach werden sieben Genmarker auf die dafür vorgesehenen Felder platziert. Die Genmarker-Übersicht und der Genpfeil zur Markierung der jeweils zuletzt eingesetzten Genmarker werden neben das Spielfeld gelegt. Die Spieler losen aus, wer als Viren und Antikörper spielt, und bekommen die jeweiligen Marker. Die beiden Wertungsmarker werden auf das Feld 0 der Punkteleiste gelegt.
Startspieler ist grundsätzlich der Spieler, der die Viren (gelbe Marker) spielt. Er platziert einen seiner Marker auf einem Gewebefeld mit Genmarker nach Wahl, der Marker wird aus dem Spiel genommen. Danach legen die Spieler abwechselnd immer angrenzend an den jeweils vorher vom Gegner platzierten Marker einen eigenen Marker auf dem Spielfeld. Ist ein benachbartes Ablegen nicht möglich, darf der betreffende Spieler seinen Marker auf einem beliebigen freien Feld ablegen. Immer wenn ein Spieler einen Marker abgelegt hat, bekommt er Punkte entsprechend der Anzahl benachbarter eigener Marker auf dem Spielfeld.
Platziert ein Spieler einen Marker auf ein Feld mit Genmarker, darf er diesen zu sich nehmen und sofort oder später ausspielen. Die Genmarker ermöglichen unterschiedliche Aktionen und Wertungen, die der Spieler vor oder nach seinem Zug zu seinem Vorteil nutzen kann.
Das Spiel endet, wenn beide Spieler alle ihre Marker abgelegt haben. Danach wird eine Endwertung durchgeführt, bei der die Spieler Punkte zusätzlich zu den im Spiel bereits gewerteten Punkten entsprechend den Mehrheitsverhältnissen in den verschiedenen Gewebebereichen erhalten. Gewinner ist der Spieler, der am Ende die meisten Punkte hat.

### Szenarien / Varianten
Die Spielregeln können über die beiliegenden acht Zusatzregel-Plättchen variiert werden, die verschiedene Teile des Spiels betreffen und beliebig kombiniert werden können. Die Spielregeln geben dabei 10 verschiedene Kombinationen als Szenarien vor, weitere Kombinationen sind möglich.
Einzelne Regeln ermöglichen es den Spielern, zusätzliche Genmarker zu bekommen oder integrieren mit den vier Zielplättchen, den sechs Mutationsplättchen und den fünf Mutationsmarkern die Hinzunahme von zusätzlichem Spielmaterial, das im Spiel entsprechend eingesetzt wird. Andere Regelergänzungen verändern die Wertung abhängig vom Zell- oder Gewebetyp.
Zur Einführung des Spiels 2016 erschien ein Promo-Spiel mit jeweils einem Doppelmarker für beide Fraktionen und einer Zusatzregel, bei der ein Spieler Minuspunkte entsprechend der Anzahl der genommenen Genmarker erhält. Zwei weitere Promos erschienen 2016 von der Spieledatenbank BoardGameGeek sowie ebenfalls 2016 eine Erweiterung von Cranio Games mit jeweils zwei weiteren Regelerweiterungen.

## Entwicklung und Rezeption
Das Spiel Microworld wurde von dem italienischen Spieleautor Martino Chiacchiera entwickelt und erschien 2016 zu den Internationalen Spieltagen in Essen bei dem Spieleverlag Cranio Creations als italienische und englische Version sowie beim Heidelberger Spieleverlag als deutsche Version.
Im Erscheinungsjahr wurde das Spiel gemeinsam mit den Spielen Fabelsaft und Century: Die Gewürzstraße mit dem österreichischen Spielepreis Spiel der Spiele in der Rubrik „Spiele Hit mit Freunden“ ausgezeichnet.

## Belege
1. 1 2 3 4 5 6 7  Spielanleitung Microworld (Memento des Originals vom 25. Dezember 2017 im Internet Archive)  Info: Der Archivlink wurde automatisch eingesetzt und noch nicht geprüft. Bitte prüfe Original- und Archivlink gemäß Anleitung und entferne dann diesen Hinweis.
2. ↑  Microworld: Promo Spiel'16 in der Spieledatenbank BoardGameGeek (englisch); abgerufen am 25. Dezember 2017.
3. ↑  Microworld: BoardGameGeek Promo 1 in der Spieledatenbank BoardGameGeek (englisch); abgerufen am 25. Dezember 2017.
4. ↑  https://boardgamegeek.com/boardgameexpansion/219355/microworld-boardgamegeek-promo-2 in der Spieledatenbank BoardGameGeek (englisch); abgerufen am 25. Dezember 2017.
5. ↑  Microworld: First Expansion in der Spieledatenbank BoardGameGeek (englisch); abgerufen am 25. Dezember 2017.
6. ↑  Versionen von Microworld in der Spieledatenbank BoardGameGeek (englisch); abgerufen am 25. Dezember 2017.
7. ↑  Die ausgezeichneten Spiele 2017 beim österreichischen Spielepreis Spiel der Spiele; abgerufen am 25. Dezember 2017.